# 中间叉蕨
中间叉蕨（学名：Tectaria simulans），为叉蕨科叉蕨属下的一个植物种。